# Classique de Prague de snooker 2010
Le Classique de Prague 2010 est un tournoi de snooker classé mineur, qui s'est déroulé du 19 au 21 novembre 2010 à la Aréna Sparta Podvinný Mlýn de Prague en République Tchèque.

## Déroulement
Il s'agit de la douzième épreuve du Championnat européen des joueurs, une série de tournois disputés en République Tchèque (7 épreuves) et en Europe continentale (5 épreuves), lors desquels les joueurs doivent accumuler des points afin de se qualifier pour la grande finale à Dublin.
L'événement compte un total de 127 participants dans le tableau final (Mark Selby a reçu un bye au premier tour). Le vainqueur remporte une prime de 10 000 €.
Le tournoi est remporté par Michael Holt qui défait John Higgins en finale en manche décisive. Holt empêche alors Higgins de faire un doublé à la suite de son retour à la compétition, lui qui a remporté le Championnat de la Ruhr la semaine précédente. Holt a dédié sa victoire à son père Mick, qui est en rémission d'une crise cardiaque.
Rory McLeod a réalisé un break maximum au 3e tour.

## Dotation
La répartition des prix est la suivante :
- Vainqueur : 10 000 €
- Finaliste : 5 000 €
- Demi-finaliste : 2 500 €
- Quart de finaliste : 1 400 €
- 8èmes de finale : 1 000 €
- 16èmes de finale : 500 €
- Deuxième tour : 200 €
- Vainqueur du tournoi "consolante" : 1 500 €
- Finaliste du tournoi "consolante" : 500 €
- Dotation totale : 50 000 €

## Phases finales
|  | Quarts de finale au meilleur des 7 manches | Quarts de finale au meilleur des 7 manches | Quarts de finale au meilleur des 7 manches |              |              | Demi-finales au meilleur des 7 manches | Demi-finales au meilleur des 7 manches | Demi-finales au meilleur des 7 manches |  |  | Finale au meilleur des 7 manches | Finale au meilleur des 7 manches | Finale au meilleur des 7 manches |
|  |                                            |                                            |                                            |              |              |                                        |                                        |                                        |  |  |                                  |                                  |                                  |
|  |                                            | Mark Selby                                 | 2                                          |              |              |                                        |                                        |                                        |  |  |                                  |                                  |                                  |
|  |                                            | Michael Holt                               | 4                                          |              |              |                                        |                                        |                                        |  |  |                                  |                                  |                                  |
|  |                                            | Michael Holt                               | 4                                          |              | Michael Holt | 4                                      |                                        |                                        |  |  |                                  |                                  |                                  |
|  |                                            |                                            |                                            |              | Michael Holt | 4                                      |                                        |                                        |  |  |                                  |                                  |                                  |
|  |                                            |                                            | Shaun Murphy                               | 3            |              |                                        |                                        |                                        |  |  |                                  |                                  |                                  |
|  |                                            | Peter Ebdon                                | Shaun Murphy                               | 3            | 2            |                                        |                                        |                                        |  |  |                                  |                                  |                                  |
|  |                                            | Peter Ebdon                                |                                            |              | 2            |                                        |                                        |                                        |  |  |                                  |                                  |                                  |
|  |                                            | Shaun Murphy                               | 4                                          |              |              |                                        |                                        |                                        |  |  |                                  |                                  |                                  |
|  |                                            |                                            |                                            |              |              |                                        |                                        |                                        |  |  |                                  | Michael Holt                     | 4                                |
|  |                                            |                                            |                                            | John Higgins | 3            |                                        |                                        |                                        |  |  |                                  |                                  |                                  |
|  |                                            | Joe Jogia                                  | 4                                          |              |              |                                        |                                        |                                        |  |  |                                  |                                  |                                  |
|  |                                            | Matthew Stevens                            | 2                                          |              |              |                                        |                                        |                                        |  |  |                                  |                                  |                                  |
|  |                                            | Matthew Stevens                            | 2                                          |              | Joe Jogia    | 2                                      |                                        |                                        |  |  |                                  |                                  |                                  |
|  |                                            |                                            |                                            |              | Joe Jogia    | 2                                      |                                        |                                        |  |  |                                  |                                  |                                  |
|  |                                            |                                            | John Higgins                               | 4            |              |                                        |                                        |                                        |  |  |                                  |                                  |                                  |
|  |                                            | Stuart Bingham                             | John Higgins                               | 4            | 1            |                                        |                                        |                                        |  |  |                                  |                                  |                                  |
|  |                                            | Stuart Bingham                             |                                            |              | 1            |                                        |                                        |                                        |  |  |                                  |                                  |                                  |
|  |                                            | John Higgins                               | 4                                          |              |              |                                        |                                        |                                        |  |  |                                  |                                  |                                  |

## Finale
| Finale au meilleur des 7 manches Arbitre : ???    |                          |                     |
| Michael Holt Angleterre                           | 4 - 3 ( - )              | John Higgins Écosse |
| 0 66                                              | Centuries Meilleur break | 1 100               |
| Michael Holt remporte le Classique de Prague 2010 |                          |                     |